# Australosphenida
Die Australosphenida sind eine Untergruppe der Säugetiere. Der Name setzt sich zusammen aus Austral, für Süden, und Sphenida, in Anspielung an die Tribosphenida, also jene Säugetiere mit einer tribosphenischen Zahnstruktur. Der Name Australosphenida geht auf eine Arbeit von Zhexi Luo und Mitarbeitern aus dem Jahr 2001 zurück, in der die Autoren argumentieren, dass die tribosphenische Zahnstruktur bei den Säugetieren zweimal konvergent entstanden ist, einmal bei den Vorfahren der modernen Säugetiere, den Theria, in der nördlichen Halbkugel (von Luo et al. als Boreosphenida bezeichnet), und einmal bei der Entwicklungslinie, die letztendlich zu den Monotrematen (eierlegende Säugetiere) führte. Letztere Linie ist bisher ganz auf die südliche Halbkugel (Gondwana) beschränkt und wurde daher Australosphenida benannt. Diese Theorie war ursprünglich sehr umstritten, wurde aber in den letzten Jahren durch neue Fossilfunde erhärtet, insbesondere durch die detaillierte Untersuchung des basalen Australospheniden Asfaltomylos aus dem Mittleren Jura von Patagonien.

## Anatomische Unterschiede zu Boreospheniden
Trotz der sehr ähnlichen Zahnstruktur unterscheiden sich die Australospheniden in zahlreichen Merkmalen von den Boreospheniden. So ist z. B. der Unterkiefer noch sehr primitiv gebaut und besteht aus mehr als einem Knochen pro Seite. Die Unterkieferzähne haben ein auffallendes anteriores Cingulum und ein Talonid, das breiter als lang ist. Die Abnutzungsspuren auf den Unterkieferzähnen lassen zudem den Schluss zu, dass ein echtes Protocon, ein wichtiges Strukturelement der Oberkieferzähne bei den Theria, fehlt. Neue Funde des primitiven Monotremen Teinolophos aus der unteren Kreide von Australien weisen zudem auch darauf hin, dass auch die Struktur des Mittelohres bei den Australosphenida und Boreosphenida unabhängig voneinander entstanden sind.

## Fossilbericht
Der Fossilbericht der Australosphenida ist immer noch sehr dürftig. Der älteste bekannte Vertreter der Australosphenida ist Ambondro aus dem Mittleren Jura (Bathonium) von Madagaskar, von dem bisher nur Zähne und ein Kieferfragment gefunden wurden. Die Verwandtschaftsverhältnisse der Australosphenida innerhalb der Säugetiere weisen jedoch darauf hin, dass sie eine sehr frühe Abspaltung von der Linie, die zu den Theria führt, darstellen, so dass ihr Ursprung eventuell schon in der oberen Trias zu suchen ist. Nur wenig jünger (Callovium) als Ambondro ist der basalste bekannte Vertreter, Asfaltomylos, aus Argentinien, von dem immerhin ein Unterkiefer mit fast vollständiger Bezahnung bekannt ist. Aus der unteren Kreide von Australien sind zwei Gruppen der Australosphenida belegt, die Ausktribosphenida und die ersten Monotrematen, Steropodon und Teinolophos. Seit der Kreidezeit ist der Fossilbericht der Australosphenida zudem fast ausschließlich auf Australien beschränkt, nur aus dem Paläozän von Argentinien gibt es noch sehr fragmentarische Funde von Monotremen (Gattung Monotrematum). Praktisch vollständige Reste von Monotremen sind erst aus dem Miozän der bedeutenden australischen Fundstelle Riversleigh bekannt.